# Mestizx
 Mestizx ist ein Musikalbum von Ibelisse Guardia Ferragutti und Frank Rosaly. Die 2023 hauptsächlich in den International Anthem Studios in Chicago und in der MOLK Factory in Amsterdam entstandenen Aufnahmen erschienen am 3. Mai 2024 auf Nonesuch Records und International Anthem.

## Hintergrund
In ihrem 1987 erschienenen Buch „Borderlands/La Frontera: The New Mestiza“ untersuchte die Wissenschaftlerin Gloria Anzaldúa detailliert die Erfahrungen, aus zwei scheinbar unterschiedlichen Kulturwelten zu stammen, sowohl wörtlich (in ihrem eigenen Fall der mexikanischen und der anglo-amerikanischen Kultursphäre) als auch im übertragenen Sinne. „Ein Grenzland“, schreibt sie, „ist ein vager und unbestimmter Ort, der durch die emotionalen Überreste einer unnatürlichen Grenze geschaffen wurde. Es befindet sich in einem ständigen Übergangszustand.“ Fast vier Jahrzehnte später hinterfragen die Multiinstrumentalisten Ibelisse Guardia Ferragutti und Frank Rosaly weiterhin solche unnatürlichen und letztlich instabilen Grenzen, notierte Adriane Pontecorvo.
Guardia Ferragutti und Rosaly leben heute, miteinander verheiratet, in Amsterdam und haben eine komplexe Beziehung zu ihren Wurzeln. Erstere ist in Bolivien und Brasilien aufgewachsen, Rosaly in Arizona bei puerto-ricanischen Eltern.
Das Duo beschreibt Mestizx in einer Stellungnahme als „ein Dokument, das wir als Liebesbrief an unsere Vorfahren aus Vergangenheit, Gegenwart und Zukunft verfasst haben, während wir durch Ritual und Zeremonie die inhärente koloniale Präsenz anerkennen.“ Produziert und aufgenommen wurde das Album hauptsächlich in den International Anthem Studios in Chicago, wo Ferragutti und Rosaly von weiteren Musikern wie Matthew Lux, Avreeayl Ra, Ben LaMar Gay, Daniel Villarreal, Bill MacKay, Rob Frye und Mikel Patrick Avery in unterschiedlichen Besetzungen unterstützt wurden; auch Chris Doyle, Guilherme Granado, Viktor Le Givens und Fredy Velásquez trugen zum Album bei.

## Titelliste
- Ibelisse Guardia Ferragutti & Frank Rosaly: Mestizx (International Anthem Recording Company IARC0079)[3]

1. Invocação 4:51
2. Destejer 4:08
3. Balada para la Corporatocracia 4:18
4. Turbulência 2:19
5. Mestizx 4:38
6. Barro 3:31
7. Saber Do Mar 3:33
8. Bless Thee Mundane 1:22
9. Descend 2:34
10. Writing with Knots 5:20
11. Sirinus 5:30

Die Kompositionen stammen von Ibelisse Guardia Ferragutti & Frank Rosaly.

## Rezeption
Das Album wurde von der Musikkritik einhellig positiv aufgenommen; Ibelisse Guardia Ferragutti und Frank Rosaly würden auf ihrem Debüt Mestizx „frei mit den Nuancen lateinamerikanischer Rhythmen spielen und mitreißend kinetische Kompositionen produzieren, die auf Jazz, Cumbia, Bomba und vieles mehr verweisen“, schrieb der britische Guardian. „Mestizx ist anders als jedes andere Album“, lobte Thom Jurek in Allmusic. Hier würde die historische kulturelle Vergangenheit auf aktuelle Konflikte und  treffen. „Unerschrocken gibt dieses Duo eine Richtung vor und damit uneingeschränkte Hoffnung für die Zukunft, Ganzheitlichkeit und Akzeptanz.“

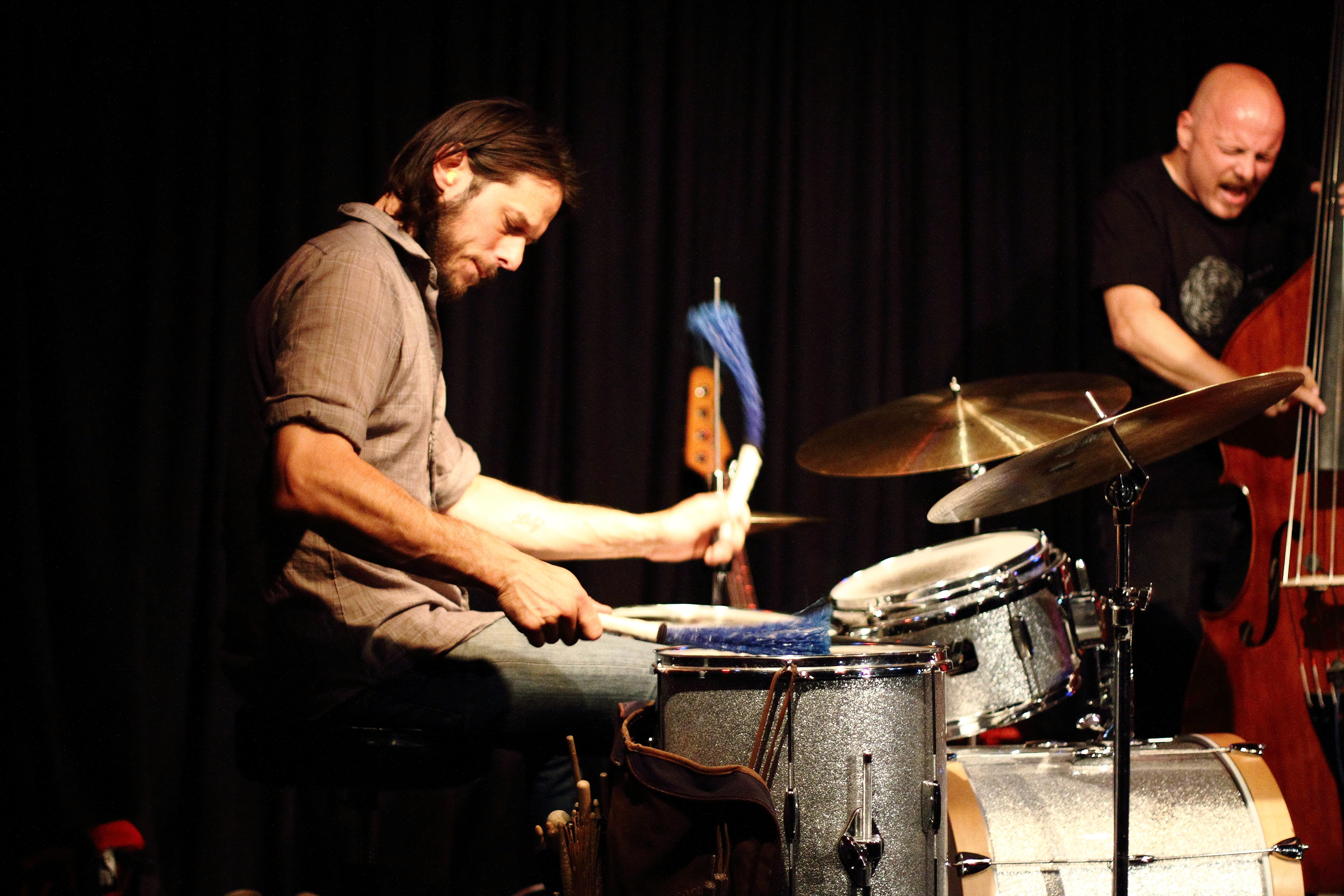
Frank Rosaly (links) und Tim Daisy 2016 mit The Rempis Percussion Quartet im Club W71 in Weikersheim

Mit einer Kombination aus indigenen Instrumenten, analogen Synthesizern, Drum Machines und bearbeitetem Gesang würden Ibelisse Guardia Ferragutti und Frank Rosaly auf Mestizx eine moderne, prismatische Hommage an ihre Wurzeln schaffen, schrieb Maria Barros im Daily Bandcamp. Die in Bolivien geborene und in Brasilien aufgewachsene Ferragutti erfüllt ihren Gesang mit Liebe zur andinen, brasilianischen und lateinamerikanischen Protestmusik, die sich in Titeln wie „Balada Para La Corporatocracia“ und „Turbulencia“ widerspiegle. Rosaly, ein puerto-ricanisch-amerikanischer Perkussionist der ersten Generation, habe einen Hintergrund, der seit seiner Zeit in Chicago tief im Jazz und der experimentellen Musik verwurzelt sei. Die Kombination dieser beiden Stimmen ergebe einen grenzenlosen Klang, in dem südamerikanische traditionelle Musik auf afro-kubanische Rhythmen treffe, gepaart mit Akzenten elektronischer und minimalistischer Musik, um frei fließende, futuristische Erkundungen zu schaffen.
Auf ihrem neuen Album Mestizx würden bei beiden die Ganzheit ihres Selbst durch eine eklektische Sammlung von Wörtern und Klängen reflektieren, schrieb Adriane Pontecorvo (Pop Matters). Mestizx klinge zweifellos seltsam, aber es sei auch im realen Leben und den Räumen von Künstlern verwurzelt, die sich nicht in kulturelle Bestandteile aufteilen lassen wollen und sich stattdessen als vieles gleichzeitig verstehen.
Die enge, auch persönliche Verbundenheit des Duos spüre man auf seinem ersten gemeinsamen Album „Mestizx“ sofort, glaubt Wolf Kampmann, der Mestizx für Jazz thing besprach. Zu keiner Zeit folgte es mit seinen Gästen „ausgetretenen Latinpfaden zwischen Salsa, Rumba, Bossa und Son.“ Entfacht würde vielmehr „ein Feuerwerk lebendiger Andenrhythmik, das sich gegen musikalischen Postkolonialismus auflehnt und Jahrhunderte alte Rituale in der modernen Welt neu verortet.“ Traditionelle Elemente würden dabei mit elektronischer Produktionstechnik gekoppelt. Letztlich werde „eine flirrende Vielzahl von Einflüssen aus lateinamerikanischer Musik, Jazz und zeitgenössischer Klangerfahrung zu einem eindringlichen Mix verarbeitet,“ wobei es scheine, als wolle sich die Musik jeden Moment selbst überschlagen.
Über das gesamte Album hinweg würden immer wieder nuancierte Details auftauchen, die ein bereits fesselndes Stück zu etwas noch Lebendigerem und Kraftvollerem machen, schrieb Jeff Terich in Treble. „Destejer“ sei einer der Songs, die einen am meisten fesseln, krass und doch irgendwie maximalistisch zugleich, und er im Laufe seiner vier Minuten langsam an Dimension, bis er einen Höhepunkt erreiche, der von Ben LaMar Gays Kornett und Rob Fryes Flöte angetrieben werde. Der Titelsong – benannt nach einer geschlechtsneutralen Verwendung eines Begriffs im spanischen Kolonialreich für Menschen gemischter Herkunft Mestize – sei zugleich subtiler und leise wirkungsvoll. Bill MacKay liefere eine Arpeggio-Spirale aus Gitarren, die an Radiohead der späteren Ära erinnere, während Ferragutti auf Spanisch von den persönlichen Widersprüchen singe, die damit einhergehen, sowohl mit kulturellen Identitäten und Traditionen verbunden als auch ein Außenseiter zu sein. „Soy el problema y soy la respuesta“, singt sie. „Ich bin das Problem und die Antwort.“ Es sei sowohl ein zutiefst persönliches Dokument als auch eine politische Stellungnahme, die ständig auf einer Ebene existiere, auf der sich beides überschneide.